# 聖地牙哥區 (貝拉瓜斯省)

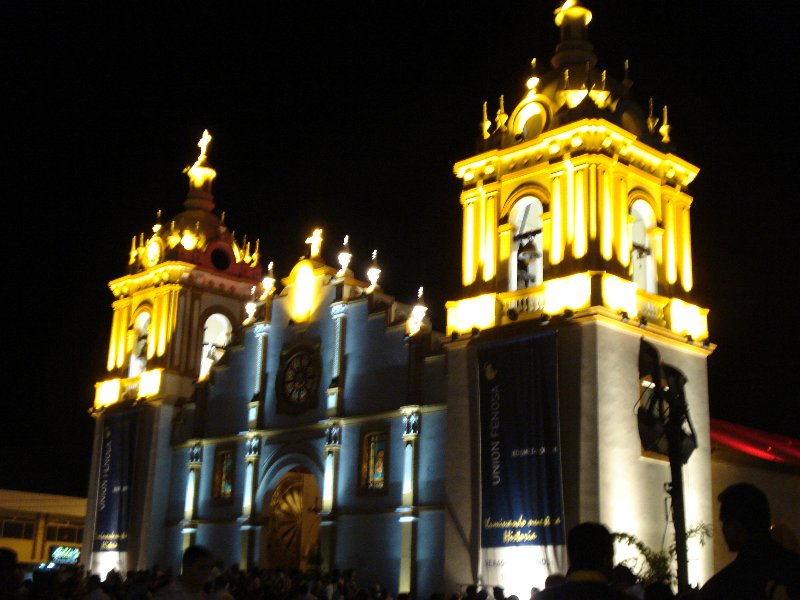

聖地牙哥區在貝拉瓜斯省的位置

聖地牙哥區（西班牙語：Distrito de Santiago），是巴拿馬的一個行政區，位於該國中西部，由貝拉瓜斯省負責管轄，面積971平方公里，2000年人口74,679，人口密度每平方公里76.91人。
8°6′N 80°58′W / 8.100°N 80.967°W